# Biblioteka Kręgu Płaskiego Węzła
Biblioteka Kręgu Płaskiego Węzła – wprowadzona na rynek książki przez krakowską Oficynę Wydawniczą TEXT, seria książek o tematyce harcerskiej.
W serii publikowane są pozycje znanych autorów skautowych/harcerskich, mające fundamentalne znaczenie dla ruchu skautowego (np. Robert Baden-Powell) i harcerskiego (np. Marek Kudasiewicz).
Redakcja tej serii współpracuje merytorycznie z harcerskim ruchem programowo-metodycznym „Krąg Płaskiego Węzła”.
Dotychczas (2021) w ramach Biblioteki ukazały się następujące pozycje:
- [1] Wędrówka do sukcesu – Robert Baden-Powell
- [2] Pokłosie Wędrówki do sukcesu – Robert Baden-Powell
- [3] Obrzędowy Piec – Marek Kudasiewicz
- [4] Vademecum Zastępowego Chytrego Kota – Marek Kudasiewicz
- [5] Uniwersalny język znaków Indian równin Ameryki Północnej – William Tomkins
- [6] Sam wiosłuj w swojej łodzi – Robert Baden-Powell
- [7] Zwój Kory Brzozowej, według Ernesta Thompsona Setona
- [8] Skauting dla chłopców – Robert Baden-Powell
- [9] Wędrownicy – Paweł Mateusz Puciata
- [10] Zastęp Starszych Chłopców – listy do Wędrowników – Jerzy Kreiner
- [11] Od harcerzy starszych do wędrowników – Piotr Niwiński
- [12] Jak orzeł leć – próby harcerek i harcerzy Orlich – Jarosław Balon
- [13] Wielka encyklopedia gier grupowych – Gry na boisku – Miloš Zapletal(inne języki)
- [14] Wielka encyklopedia gier grupowych – Gry pod dachem –  Miloš Zapletal
- [15] Wampumy Leśnych – puszczańskie porady i sprawności – Praca zbiorowa, Gromady Wilków KCZD
- [16] Obozy wędrowne – Jarosław Balon, Artur Mida
- [17] Obejmujesz drużynę – maile nocą pisane – Janusz Sikorski
- [18] Na tropach ludzi i zwierząt] – Tadeusz Sopoćko i Olgierd Grzymałowski
- [19] Poselstwo indianina – Ernest Thompson Seton
- [20] Rozwój idei puszczańskiej w skautingu 1902–1939 – Tadeusz Wyrwalski
- [21] Abecadło indiańskiego zwiadowcy – Charles A. Eastman-Ohiyesa
- [22] Mój uniwersytet życia  – Robert Baden-Powell
- [23] Obozy – Zbigniew Trylski
- [24] Zarys dziejów harcerstwa dla zdobywających stopnie harcerskie - Grzegorz Skrukwa
- [25] Gawędy Wilka Ojca - Janusz Sikorski
- [26] Mój Punkt Widzenia  – Robert Baden-Powell
- [27] Indywidualizm i posłuszeństwo w wychowaniu harcerskim - Zdzisław Stieber
- [28] Wielka encyklopedia gier grupowych – Gry w terenie –  Miloš Zapletal
- [29] 100 pomysłów na 100 zbiórek czyli życie artystyczne w drużynie - Zdzisław Małolepszy
- [30] Domem harcerstwa jest las - numer specjalny kwartalnika Harcerz Rzeczypospolitej
- [31] Nocne zwiady i podchody - K. Graham Thompson
- [32] Silni Duchem - Jolanta Łaba
- [33] Co Skauci mogą robić  – Robert Baden-Powell
- [34] Zielony Dziennik - Ladislav Rusek
- [35] Wędrówki z przyrodą zastępów i drużyn - Bohdan Dyakowski/Zdzisława Niwińska
- [36] Czym są sprawności - Jadwiga Falkowska
- [37] Z przygodami ku dorosłości - Robert Baden Powell
- [38] Harcerstwo w czasie pandemii - jak działać - Specjalny 3-4/2020 numer kwartalnika Harcerz Rzeczypospolitej
- [39] Gry harcerskie (Scouting Games) - Robert Baden Powell
- [40] Skauting morski i wiedza żeglarska dla chłopców - Warington Baden Powell
- [41] Gawędy opowiadane Skautom przy ognisku - Robert Baden Powell
- [42] Przygody szpiega (My Adventures as a Spy) - Robert Baden Powell